# Conservatorio Peter-Cornelius di Magonza
Il conservatorio Peter Cornelius è un istituto superiore di studi musicali, intitolato all'omonimo compositore, fondato a Magonza nel 1882.

## Storia
Nato nel 1882 come istituto privato "Paul Schumacher´sches Conservatorium der Musik", divenne in seguito comunale con la denominazione attuale. Nel 1922 la "Licenza per azienda ufficialmente riconosciuto maestro di musica di assegni" dall'Ufficio statale di istruzione in Darmstadt è rilasciato.

## Direttori
- Hans Rosbaud
- Hans Gál (1929-)

| Controllo di autorità | VIAF (EN) 140206781 · ISNI (EN) 0000 0000 9516 5916 · GND (DE) 514230-1 |